# Stazione di Giba
La stazione di Giba, già stazione di Giba-Masainas, era una stazione ferroviaria al servizio del comune di Giba, lungo la linea Siliqua-San Giovanni Suergiu-Calasetta.

## Storia
La stazione fu costruita negli anni venti del Novecento per conto della Ferrovie Meridionali Sarde, società che aveva ottenuto la concessione per la realizzazione di una rete ferroviaria pubblica a scartamento ridotto nel territorio del Sulcis-Iglesiente. L'inaugurazione dell'impianto coincise con quella dell'intera rete delle FMS, il 13 maggio 1926; l'esercizio ebbe invece inizio 10 giorni dopo.

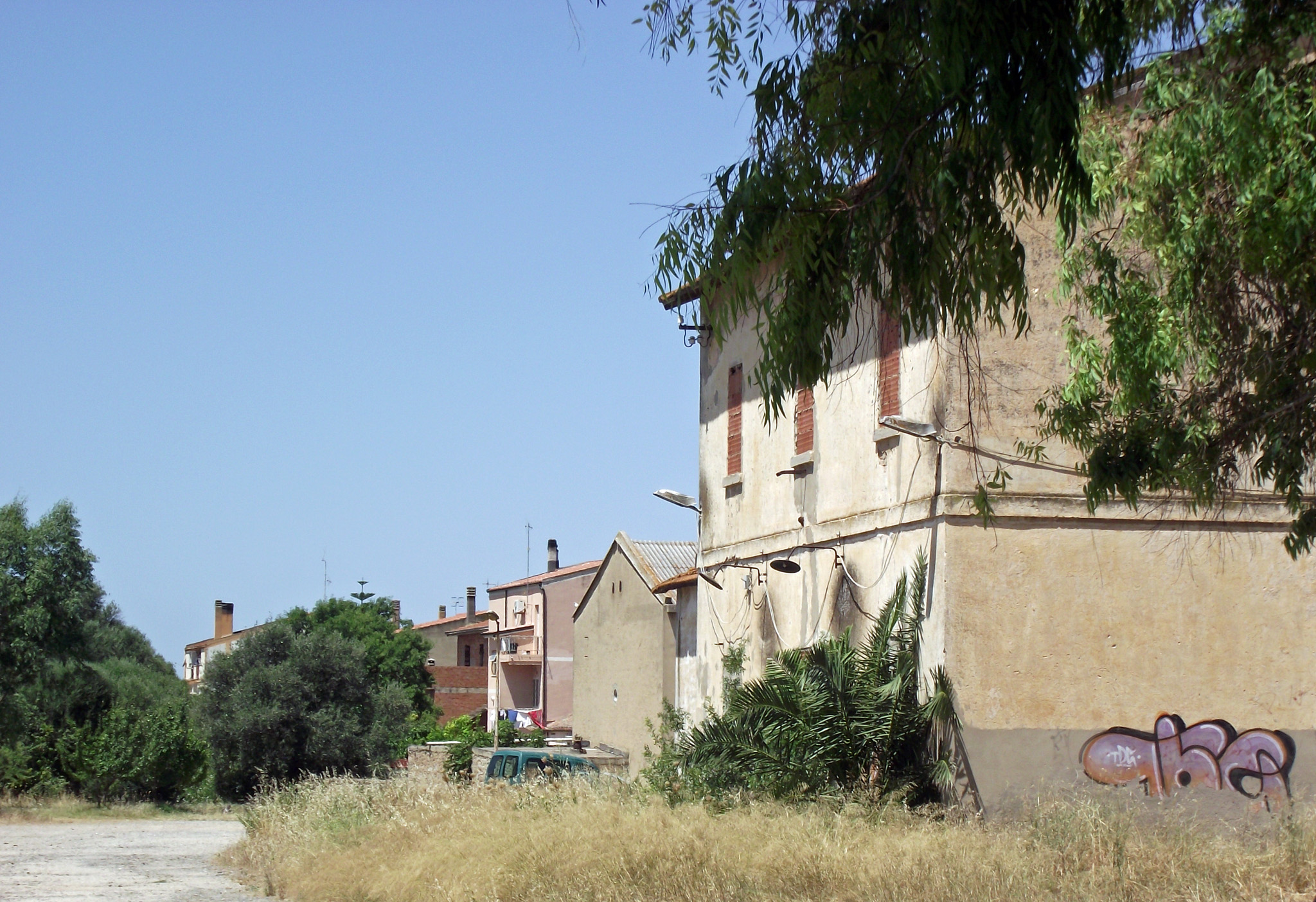
L'ex piazzale binari in direzione Calasetta: la stazione cessò l'attività nel 1974

Originariamente lo scalo era identificato col nome di "Giba-Masainas", ma dal 1936 in poi venne utilizzata la denominazione della sola Giba. Con questo nome la stazione continuò la sua attività sino al 1º settembre 1974, data di chiusura della rete ferroviaria FMS e di sostituzione delle relazioni su ferro con autolinee. Dopo la dismissione lo scalo venne disarmato e abbandonato.

## Strutture e impianti
Dal 1974 lo scalo non è più attivo e l'infrastruttura ferroviaria in esso presente è stata smantellata negli anni successivi.
Con la stazione in attività questa era dotata di 2 binari a scartamento da 950 mm situati dinanzi al fabbricato viaggiatori, più un tronchino terminante dinanzi allo scalo merci dell'impianto, comprendente anche un piano caricatore ed un magazzino. La stazione di Giba era dotata di un fabbricato viaggiatori di II classe a pianta rettangolare esteso su due piani, con 3 luci sui lati maggiori e con adiacente al lato ovest un magazzino merci. Questo edificio, ancora esistente sebbene in abbandono, ospitava inoltre la Direzione Movimento della stazione. In un'ulteriore costruzione erano invece ospitati i servizi igienici dello scalo.

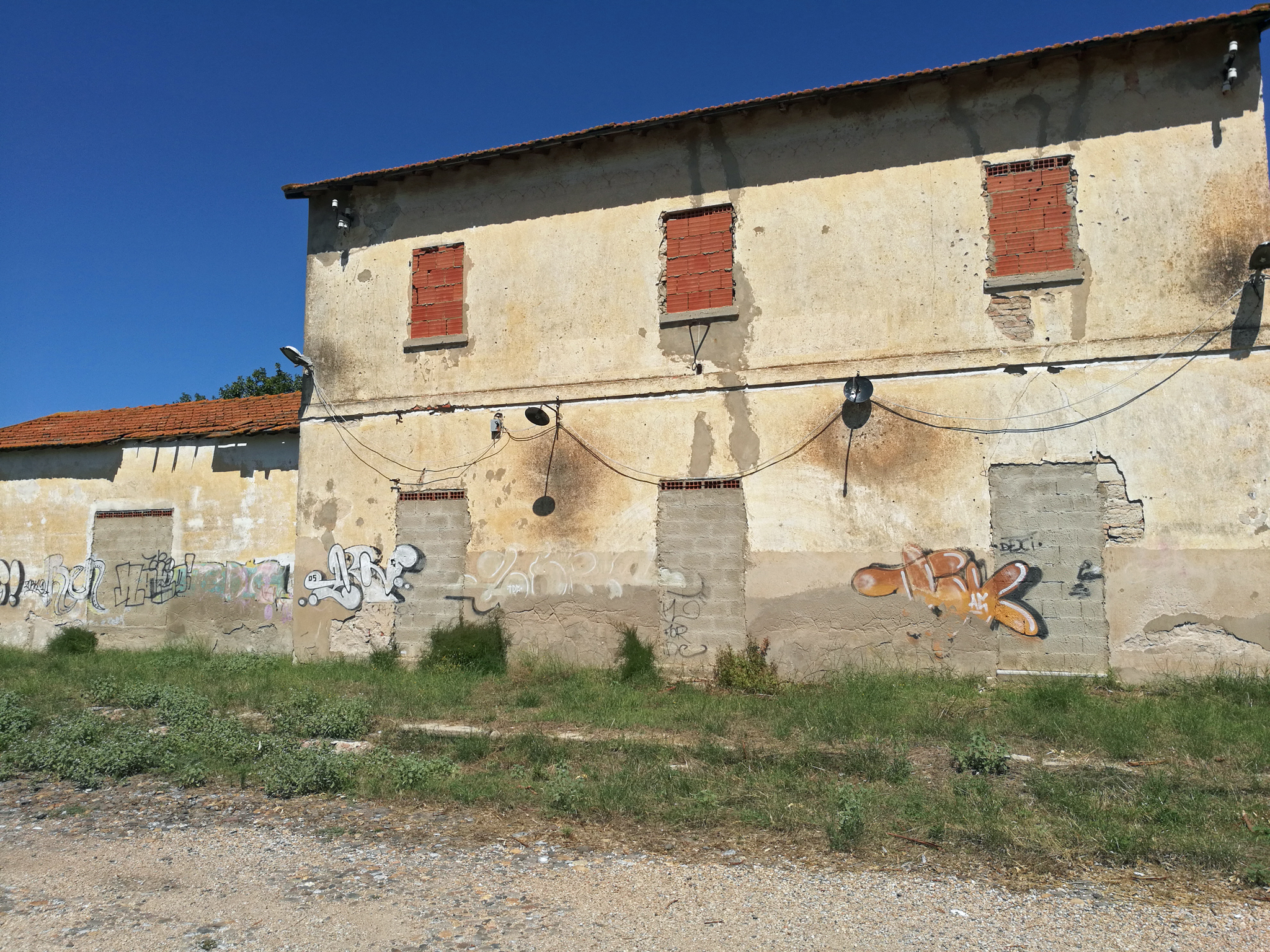
I resti del fabbricato viaggiatori con l'adiacente magazzino merci

## Movimento
Sino al 1974 la stazione fu servita dai treni delle Ferrovie Meridionali Sarde, sia per il servizio viaggiatori che per quello merci.

## Servizi
Durante gli anni di attività la stazione era dotata di una sala d'attesa e di una biglietteria, ospitati nel fabbricato viaggiatori, oltre che delle ritirate, poste in un edificio a sé.
- Biglietteria a sportello
- Sala d'attesa
- Servizi igienici